# 太平山スキー場オーパス
太平山スキー場オーパス（たいへいざんスキーじょうオーパス）は、秋田県秋田市仁別の太平山リゾート公園内にある秋田市立のスキー場である。指定管理者制度に基づき、太平山観光開発株式会社が、管理・運営している。

## 概要

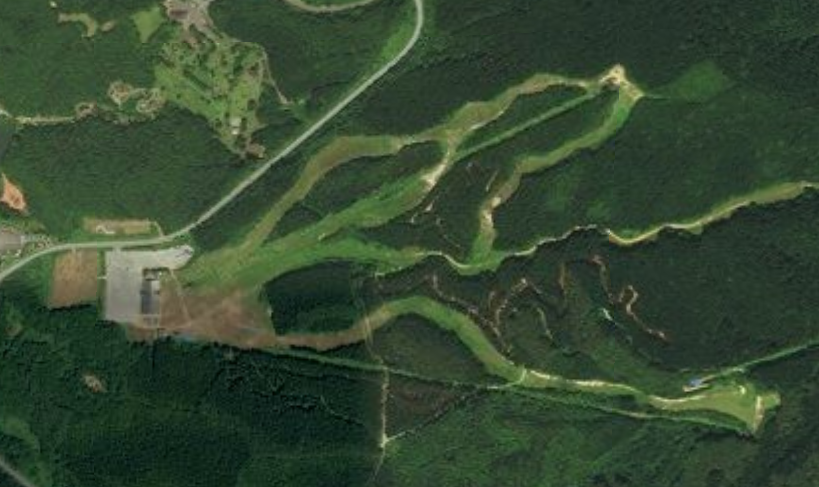
衛星図

「オーパス」の名はアイヌ語で「雪」を意味する「ウパシ・upas」に由来する。それまで県道を挟んで対面の斜面にあった「仁別スキー場」の代替施設として約32億円をかけて1992年に秋田市によって整備された。秋田市街からもっとも近いスキー場であり、周囲も公園であることから、ファミリー向けのゲレンデが志向され、最急勾配でも25°と初・中級者向きのコースが中心である。ナイター設備あり（天気が良ければ秋田市街の夜景が見渡せる）。

## 周辺

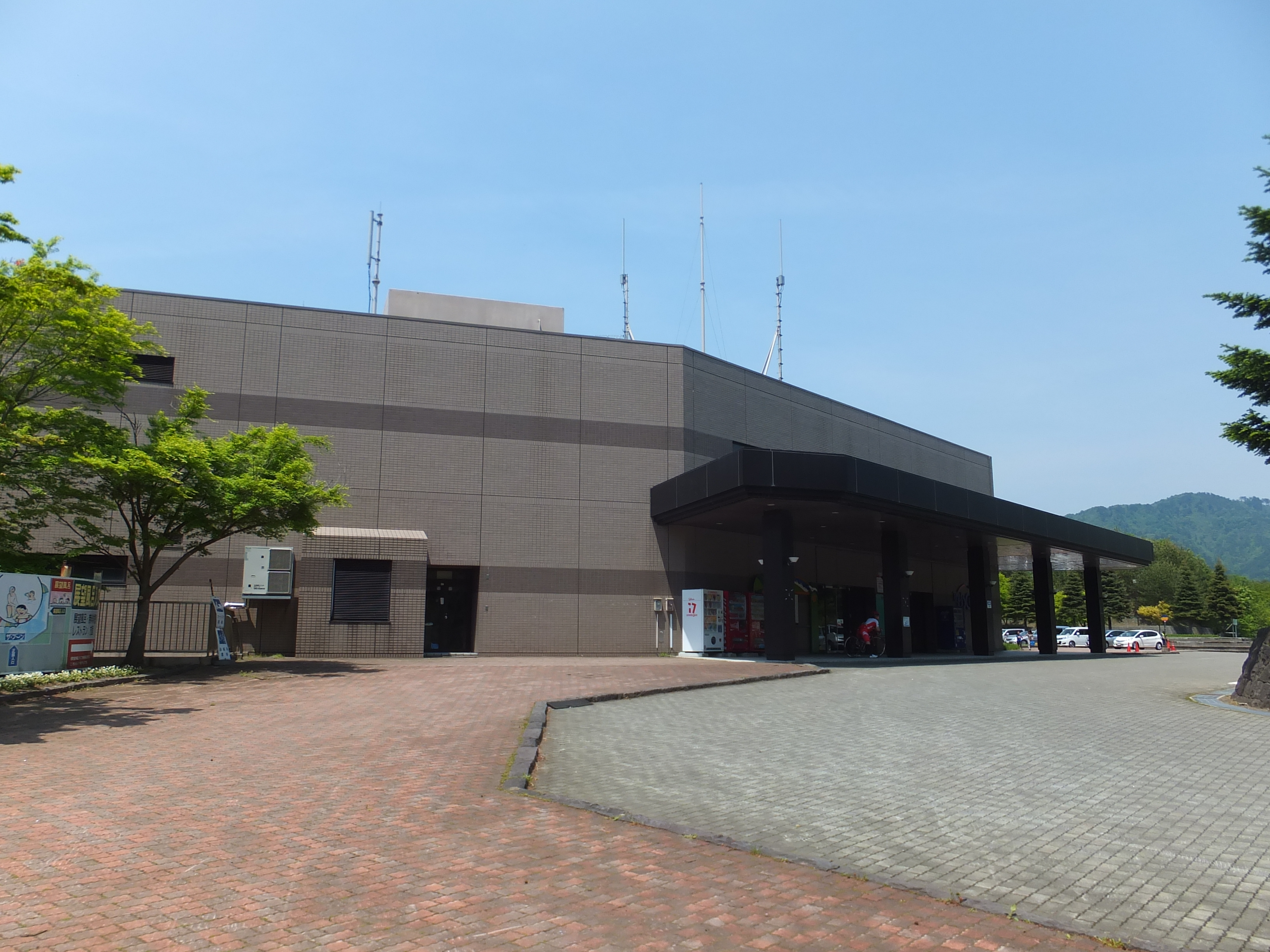
ザ・ブーン

太平山リゾート公園内にあり、周辺には日帰り入浴・温水プール施設のクアドーム「ザ・ブーン」などがある。オーパスのリフト券（1回券以外）を購入すると「ザ・ブーン」の入館割引券が渡される。また、森林学習館「木こりの宿」やトレーラーハウスも近くにある。

## アクセス
- 車
  - 秋田自動車道秋田中央ICから県道・岩見船岡線（28号）および県道・太平山八田線（232号）経由で約30分
  - 秋田自動車道秋田北ICから県道・秋田昭和線（41号）および県道・秋田八郎潟線（15号）経由で約30分
  - JR秋田駅から車で約30分
- バス
  - JR秋田駅西口（12番のりば）から秋田中央交通路線バス「仁別リゾート公園」行き約35分「スキー場前」下車